# Жан-Батист Елисалд
Жан-Батист Елисалд (фр. Jean-Baptiste Élissalde; 23. новембар 1977) бивши је професионални рагбиста и некадашњи репрезентативац Француске. Међу највећим је легендама четвороструког шампиона Старог континента Тулуза.

## Клупска каријера
Његова примарна позиција је била деми, а секундарна отварач. Одиграо је преко 100 утакмица за Стад Рошел, пре него што је прешао у највећи француски клуб Тулуз. Са Тулузом је три пута освојио куп европских шампиона и једном француску лигу. Након што је престао да игра рагби, почео је да ради као тренер бекова (играча линије) у Тулузу. 

## Репрезентација Француске
Наставио је породичну традицију, јер су и његов деда и његов отац играли за рагби репрезентацију Француске. Играо је за млађе селекције Француске, а за сениорску рагби репрезентацију Француске дебитовао је против Шкотске у тест мечу у купу шест нација 2000. Прве поене у дресу репрезентације Француске постигао је против Румуније. Добро је играо у купу шест нација 2004. Постигао је 24 поена против Велса и 36 поена против Ирске. Био је део селекције Француске на светском првенству 2007. Постигао је есеј у утакмици групне фазе против Намибије. За "галске петлове" је укупно одиграо 35 тест мечева и постигао 214 поена.

## Успеси
Титула првака Француске са Тулузом 2008.
Титула првака Европе 2003, 2005, 2010.
Куп шест нација са Француском 2004, 2006.